# Стефан Бакладжиев
Стефан А. Бакладжиев е български дипломат от Македония.

## Биография
Роден е в Ресен. Ученик е на Коста Николов. След това завършва право в Цариградския университет. Служи като секретар на Скопската митрополия. По-късно напуска родния край и заминава за Свободна България, където се установява в София. Започва дипломатическа кариера. Секретар е на българската легация в Турция в 1930 година. На 13 ноември 1935 година е назначен за консул в Одрин и остава на поста до 1939 година.